# 東南角駅
東南角駅（とうなんかく-えき）は中華人民共和国天津市南開区に位置する天津地下鉄2号線および4号線の駅。

## 駅構造
- 島式ホーム1面2線の地下駅で、ホームドア完備。出口はA～Dの4箇所ある。

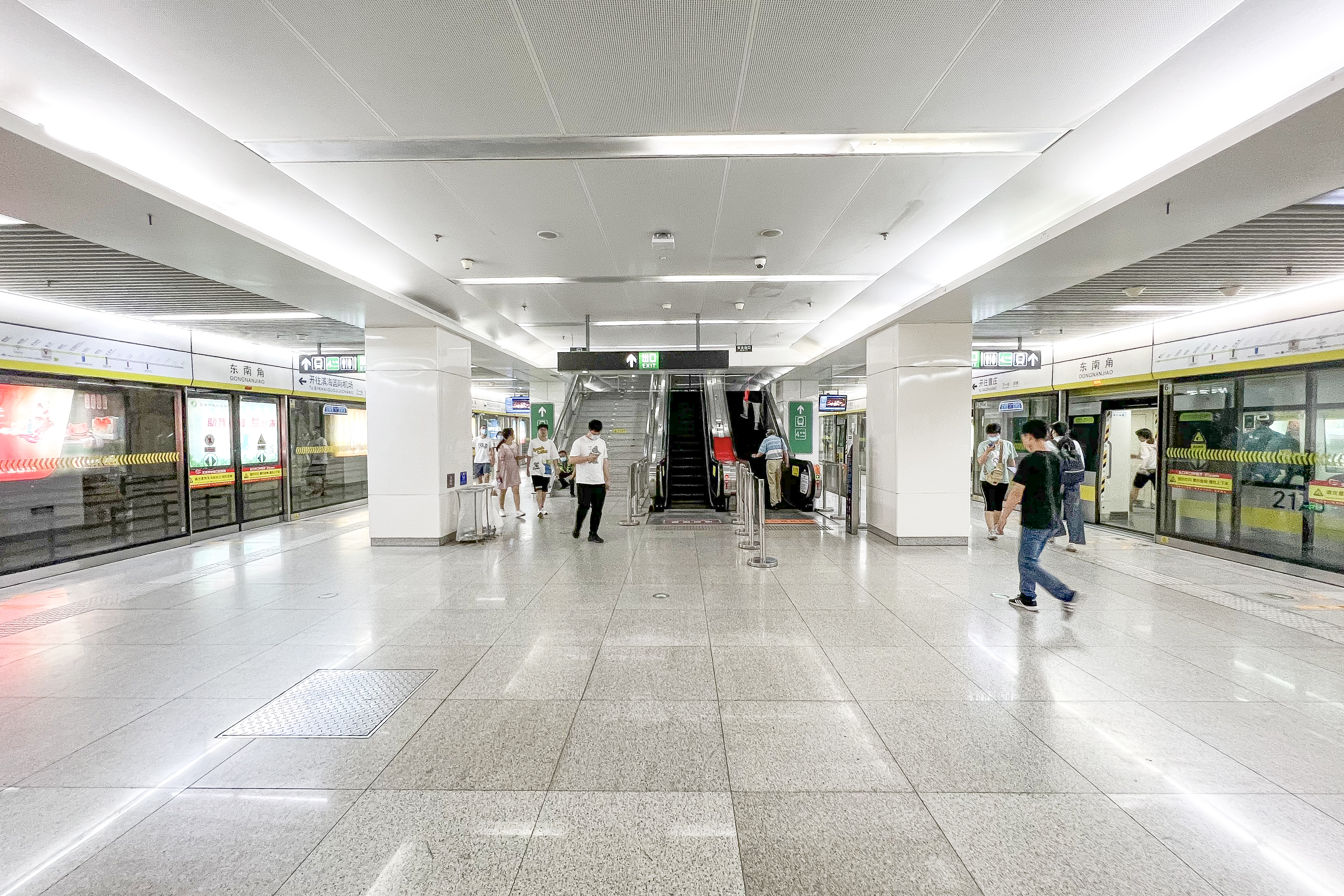
2号線ホーム
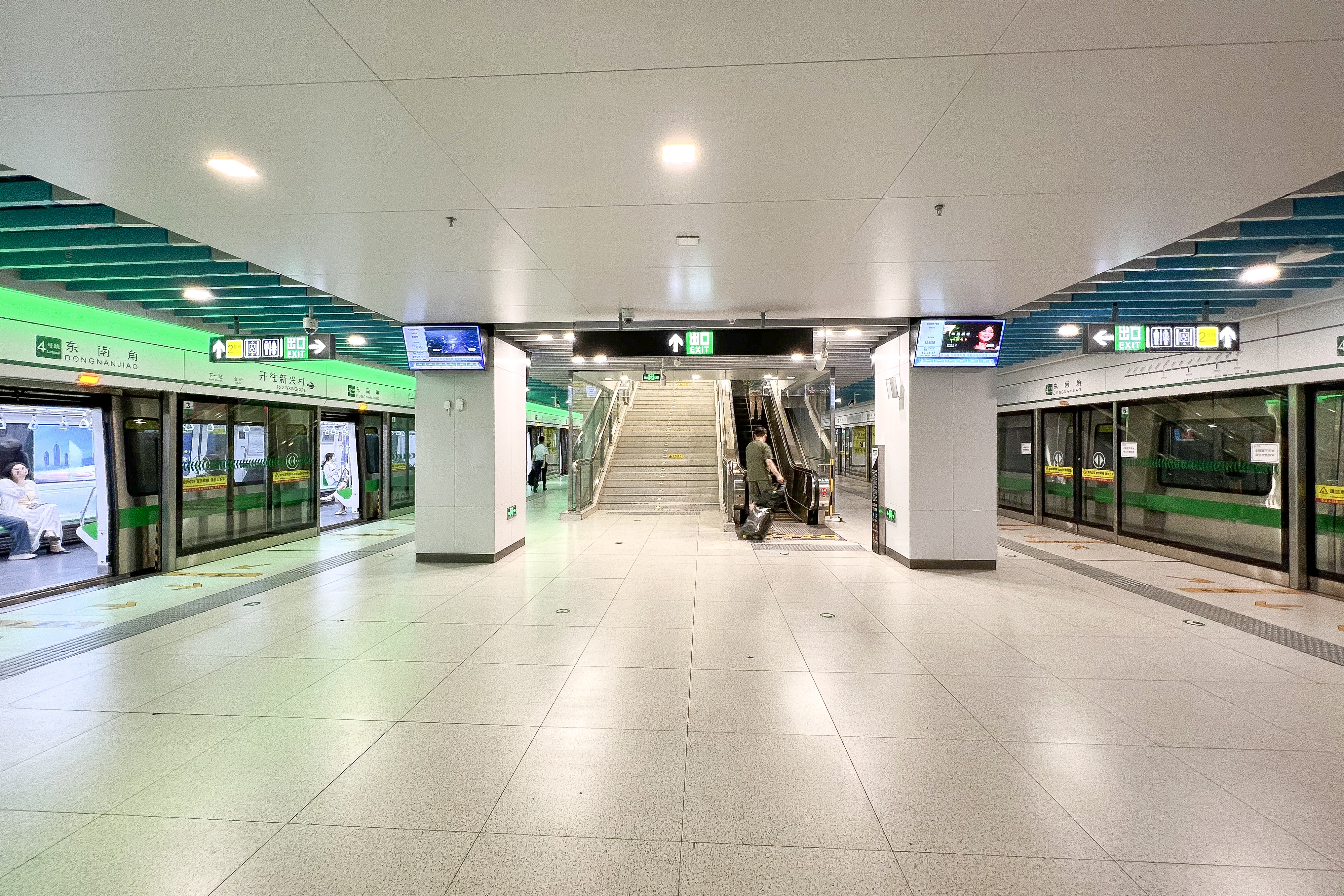
4号線ホーム

## 歴史
- 2012年7月1日 - 2号線が開業。[1]
- 2021年12月28日 - 4号線が開業。

## 隣の駅
- ■2号線

鼓楼駅 - 東南角駅 - 建国道意風区駅
- ■4号線

東南角駅 - 金街駅

## 参考
1. ↑  “2号线站点介绍”.   天津市地下鉄道集団. 2015年11月27日時点のオリジナルよりアーカイブ。2017年3月8日閲覧。